# Elecciones municipales de 2023 en Mijas
Las elecciones municipales de 2023 se celebraron en Mijas el domingo 28 de mayo, de acuerdo con el Real Decreto de convocatoria de elecciones locales en España dispuesto el 3 de abril de 2023 y publicado en el Boletín Oficial del Estado el 4 de abril. Se eligieron los 25 concejales del pleno del Ayuntamiento de Mijas, a través de un sistema proporcional (método d'Hondt), con listas cerradas y un umbral electoral del 5 %.